# Bussières (Yonne)
Pour les articles homonymes, voir Bussières.
 (décembre 2013).
Si vous disposez d'ouvrages ou d'articles de référence ou si vous connaissez des sites web de qualité traitant du thème abordé ici, merci de compléter l'article en donnant les références utiles à sa vérifiabilité et en les liant à la section « Notes et références ».
Bussières est une commune française située dans le département de l'Yonne en région Bourgogne-Franche-Comté.

## Géographie

### Situation
La commune est située dans la pointe nord du parc naturel régional du Morvan, à 7,5 km (à vol d'oiseau) au nord-est de Quarré-les-Tombes. Avallon est à 13 km au nord-ouest. La commune est limitrophe du département de la Côte-d'Or, avec Rouvray à 3,5 km à l'est.
L'autoroute A6 passe à quelque 10 km (à vol d'oiseau) au nord, avec l'entrée-sortie no 22 « Avallon » à 18 km (par la route) au nord-ouest et l'entrée-sortie no 23 « Bièrre-les-Semur » à 33,5 km à l'est-nord-est.

### Généralités
La superficie est de 1 162 ha (11,62 km2). L'altitude varie de 290 mètres au nord-ouest où la Romanée sort de la commune, à 404 mètres aux bois communaux de Bussières au sud.
À la fin du XIXe siècle, son territoire était recouvert pour un tiers de bois et buissons. L'ensemble est relativement fertile.

### Villages, hameaux, écarts et lieux-dits
Villages
- Bussières : le village composé de six écarts et un lieu-dit sur une colline au pied de laquelle coule la Romanée, au sud-est était une terre unie à la baronnie et dont plusieurs membres de la famille de Jaucourt portèrent le nom.
- La Chaume-Mathey : situé au sud-ouest, ce lieu-dit possède la mairie et l'ancienne école.
- Cordois : la paroisse portait autrefois le nom de ce lieu-dit, quatre familles y étaient tenues à quinze sous de bourgeoisie, chacune envers le roi.
- Emilaison : au sud, sur une montagne se trouvait ce hameau qui comprenait douze feux à la fin du XIe siècle et qui était remarquable par sa situation et son antiquité. Aujourd'hui il est rattaché au lieu-dit les Georgeots.
- les Georgeots.
- le Village.
- les Faubourgs.
- le Pont-Béra.
- Préjean.

Hameaux
- Villarnoux[n 1].

Lieux-dits
- Champ du Poirier au loup.
- La Garenne.
- Poirier au Loup.
- Le Champ des Fougères.
- Le Vivier[3].

### Hydrographie
Les deux principaux cours d'eau sur la commune sont la Romanée et le Creusant, tous deux affluents du Cousin et tous deux suivant une direction générale sud-est / nord-ouest.
La Romanée, qui vient de Saint-Andeux au sud-est, marque la limite de commune à l'est sur environ 870 m puis traverse la partie nord de la commune, se dirigeant vers le nord-ouest et vers Sainte-Magnance.
Le Creusant, qui vient de Saint-Léger-Vauban au sud, passe à 500 m au sud-ouest du village où il forme l'étang Neuf (~9,7 ha) ; de là il coule sur 580 m et forme l'étang Saint-Pierre (~3,5 ha). Puis il continue vers le nord-ouest, longe sur environ 300 m la limite de communes avec Sainte-Magnance puis celle avec Saint-Brancher sur environ 800 m avant de quitter déginitivement Bussières pour Saint-Brancher.

### Climat
Pour des articles plus généraux, voir Climat de la Bourgogne-Franche-Comté et Climat de l'Yonne.
En 2010, le climat de la commune est de type climat des marges montargnardes, selon une étude du Centre national de la recherche scientifique s'appuyant sur une série de données couvrant la période 1971-2000. En 2020, Météo-France publie une typologie des climats de la France métropolitaine dans laquelle la commune est exposée à un climat océanique altéré et est dans la région climatique  Lorraine, plateau de Langres, Morvan, caractérisée par un hiver rude (1,5 °C), des vents modérés et des brouillards fréquents en automne et hiver. 
Pour la période 1971-2000, la température annuelle moyenne est de 10 °C, avec une amplitude thermique annuelle de 15,8 °C. Le cumul annuel moyen de précipitations est de 959 mm, avec 13,5 jours de précipitations en janvier et 8,8 jours en juillet. Pour la période 1991-2020, la température moyenne annuelle observée sur la station météorologique de Météo-France la plus proche, « Saint-Léger-Vauban », sur la commune de Saint-Léger-Vauban à 4 km à vol d'oiseau, est de 10,2 °C et le cumul annuel moyen de précipitations est de 1 148,1 mm. 
La température maximale relevée sur cette station est de 40,2 °C, atteinte le 25 juillet 2019 ; la température minimale est de −23,5 °C, atteinte le 9 janvier 1985,,. 
Les paramètres climatiques de la commune ont été estimés pour le milieu du siècle (2041-2070) selon différents scénarios d'émission de gaz à effet de serre à partir des nouvelles projections climatiques de référence DRIAS-2020. Ils sont consultables sur un site dédié publié par Météo-France en novembre 2022.

## Urbanisme

### Typologie
Au 1er janvier 2024, Bussières est catégorisée commune rurale à habitat dispersé, selon la nouvelle grille communale de densité à sept niveaux définie par l'Insee en 2022.
Elle est située hors unité urbaine. Par ailleurs la commune fait partie de l'aire d'attraction d'Avallon, dont elle est une commune de la couronne,. Cette aire, qui regroupe 74 communes, est catégorisée dans les aires de moins de 50 000 habitants,.

### Occupation des sols
L'occupation des sols de la commune, telle qu'elle ressort de la base de données européenne d’occupation biophysique des sols Corine Land Cover (CLC), est marquée par l'importance des territoires agricoles (67,5 % en 2018), en augmentation par rapport à 1990 (66,2 %). La répartition détaillée en 2018 est la suivante : 
prairies (48,4 %), forêts (32,5 %), zones agricoles hétérogènes (19 %), terres arables (0,2 %). L'évolution de l’occupation des sols de la commune et de ses infrastructures peut être observée sur les différentes représentations cartographiques du territoire : la carte de Cassini (XVIIIe siècle), la carte d'état-major (1820-1866) et les cartes ou photos aériennes de l'IGN pour la période actuelle (1950 à aujourd'hui).

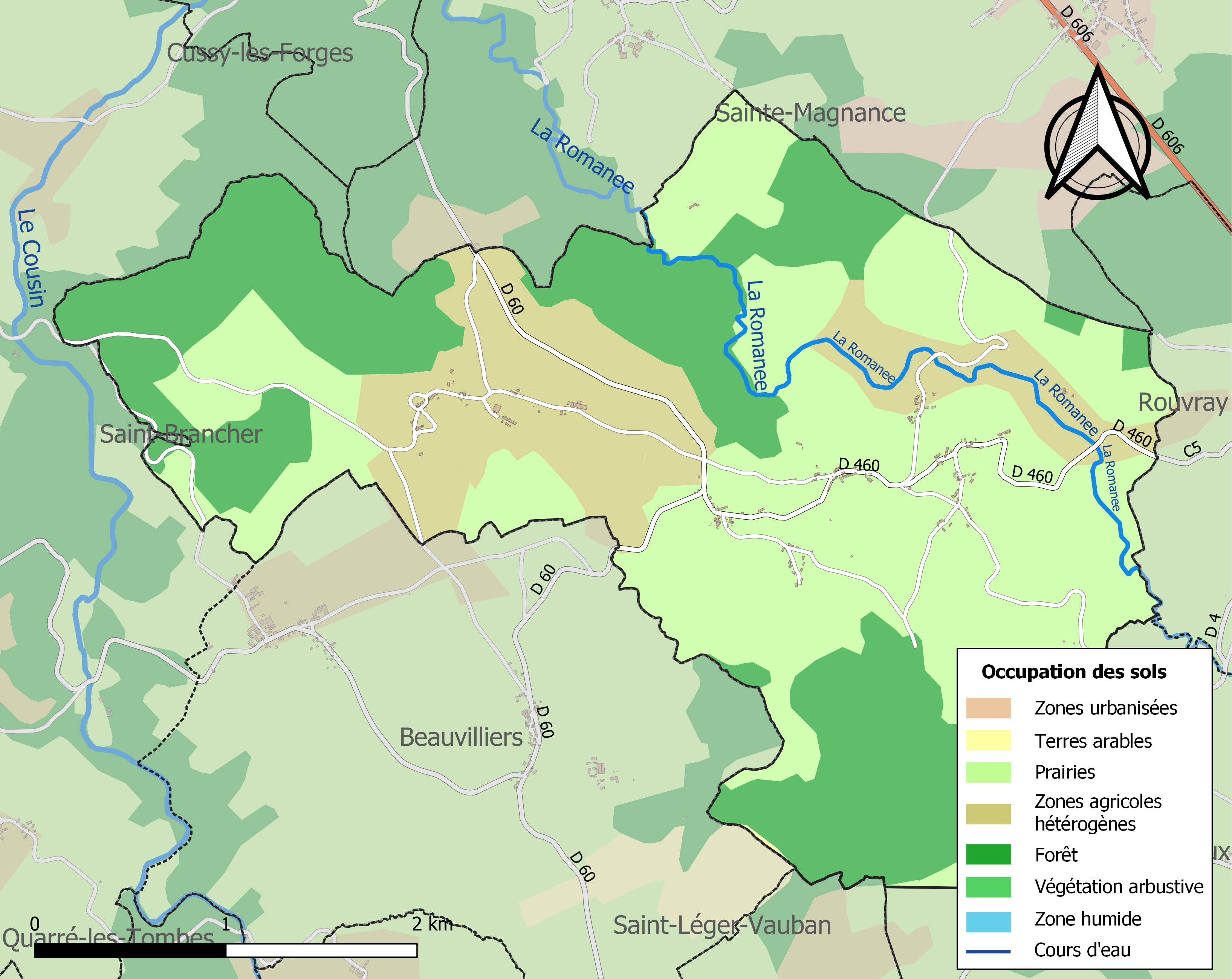
Carte des infrastructures et de l'occupation des sols de la commune en 2018 (CLC).

## Toponymie
Le nom de la localité serait issu du celte Bu et Ser, qui signifie « sur montagne allongée ».[réf. nécessaire]

## Histoire

### Antiquité
Au lieu-dit Le Faubourg, près du hameau de Bussières, furent retrouvés des pavés de marbre, des tuiles à rebords, des statuettes et des médailles romaines. Au bas du hameau se trouvaient jadis de vastes étangs qui dépendaient du marquisat d'Espoisse.[réf. nécessaire]

### Moyen-Âge
La commune s'appelait autrefois Bussières-Cordois (Buxeriæ, Cordubiscum), et à l'origine simplement Cordois. Cette paroisse ancienne dépendait jadis du diocèse d'Autun, de l'archiprêtré de Quarré-les-Tombes, de l’élection et du grenier à sel d'Avallon.[réf. nécessaire]
La collation de la cure appartenait au prieur de Brassy. Les dîmes, à raison de vingt-une gerbes l'une, se payent au roi et au curé, celui-ci ne levant qu'un tiers seulement.[réf. nécessaire]
À l'ouest du hameau de Bussières, au fond de la vallée du Creuzan, se trouve le hameau de Villarnoult (Villa Arnulphi), rappelant un patronyme romain. Au-dessus et au-dessous se trouvaient là autrefois plusieurs étangs qui sont tous pratiquement déjà desséchés à la fin du XIXe siècle. Ce hameau était le siège d'une puissante baronnie appartenant à la famille du même nom, dont le château seigneurial trônait sur un rocher, occupant le fond de la vallée qu'entouraient les étangs. On en voyait encore les ruines au XVIIIe siècle. Il fut reconstruit au XIIIe siècle dans le style ogival primitif, dit aussi à lancette, caractéristique de cette époque. Au premier étage se trouvait la chapelle castrale qui était encore debout au temps de l'abbé Baudiau qui nous l'a décrite en ruine enlacée par un épais lierre, mais dépouillée de sa toiture. Elle était formée de trois travées, à voûtes d'ogives, d'une exécution très soignée. Au-dessous, une sorte de caveau voûté, pouvant faire penser à la sépulture des châtelains.[réf. nécessaire]
En 1478, Charles Ier d'Amboise, lieutenant du roi Louis XI, vint dans la région sur ordre de celui-ci ruiner tous les châteaux des nobles s'étant ralliés à la cause de Marie de Bourgogne, la fille de Charles le Téméraire. Celui de Villarnoult connut ce triste sort et ne resta debout que la chapelle qui continua à servir au culte, même après la reconstruction du manoir qui se voit encore en avant de l'antique château fort.[réf. nécessaire]
La baronnie de Villarnoult, était mouvante du duché de Bourgogne, et avait dans sa dépendances les fiefs et seigneuries de Bussières, Sully-Monchanin, en partie de Saint-Brancher, Auxon, La Provenchère, Rouvray, où résidait sa haute justice avec le titre de bailliage[pas clair] (l'auditoire servira plus tard de mairie).[réf. nécessaire]
Cette terre était au XIIe siècle la propriété de Guy de Villarnoult, chevalier et seigneur du lieu qui n'eut une fille, Agnès, qui épousera Guy Ier Besors, gentilhomme autunois, et lui apporta cette terre en dot. De cette union naquirent quatre enfants : Guy II, Guillaume, Reine, et Pétronille. Il donna, avec le consentement de son épouse et de ses enfants le plein usage de ses terres de Quarré à l'abbaye de Reigny. Cette concession faite sur des terres mouvants en fief des barons de Lormes et de Chastellux fut ratifiée par ces derniers la même année 1177. Par reconnaissance, les religieux fondèrent dans leur église un autel où ils célébraient chaque semaine une messe à l'intention de ce seigneur, et cela à perpétuité.
Guy II Besors, baron de Villarnoult, parent par sa mère du duc, Eudes III de Bourgogne, fut convié par ce dernier à assister à la donation qu'il fit en 1197 de sa terre d'Eschaulées à l'abbaye de Saint-Martin d'Autun pour fonder l'anniversaire de son père. Guy donna en 1228 la forêt de Le Vellerot au chapitre d'Autun et ratifia en 1230 toutes les donations consenties par sa famille à l'abbaye de Reigny. Son frère qui n'était pas en bons termes avec les moines en fit autant, grâce à la médiation de Hugues de Lormes, la même année et en présence de son parent le duc. Guy rédigea son testament en 1237, laissant au Tout-Puissant et à l'abbaye de Reigny tous ses biens en la ville et finage de Saint-Léger-de-Fourcheret, tant près, bois et terres, six sextiers de froment sur sa terre de Saulx-sous-Montréal et ses dîmes de Villarnoult. Il fut inhumé dans l'église abbatiale, au pied du maître autel.[réf. nécessaire]
En 1238, le duc Eudes IV de Bourgogne amortit l'ensemble gracieusement et ne se réserva que les exploits de haute justice.
Le mercredi d'avant la saint Laurent de 1263, Guy III Besors, baron de Villarnoult, de l'avis d'Agnès sa femme consentit à tenir en fief de Guillaume, abbé de l'abbaye Saint-Martin d'Autun, sa terre de Lespanneau, près de Tavernay, moyennant 100 livres tournois dont il fit aveu le jour même.[réf. nécessaire]
Guy IV Besors, baron de Villarnoult, légua une rente de vingt sous à perpétuité au chapitre de Montréal en 1304 sur son moulin de Bussières. Il partagea en 1318 sa terre de Sainte-Marie près de Saint-Léger-de-Fourcheret avec Béatrix de Bourgogne, épouse de Hugues XIII du nom, et d'autres seigneurs. Il reconnaît en 1323 tenir sa maison forte de Villarnoult, la grande et petite justice et tout ce qu'il possédait à Saint-Brancher et à Auxon, et partie de ses biens de l'Autunois du duc de Bourgogne.
Richard de Jaucourt (mort en 1340) épouse Marie Besors (née vers 1300) en 1318, mettant ainsi la main sur le domaine de Villarnoult et crée la branche des Jaucourt-Villarnoult.[réf. nécessaire]
Les Jaucourt se succèdent à la tête de la seigneurie jusqu'à Jean de Jaucourt, dit de Digoine, qui au service du duc de Bourgogne fut fait capitaine de cent lances, conseiller et chambellan du duc. Après la mort de ce dernier, Louis XI lui conserva ses titres et dignités et le fit bailli de Dijon et gouverneur d'Auxerre. Mais ayant embrassé le parti de Marie de Bourgogne, le roi fit raser son château de Villarnoult, arrêta sa femme et ses enfants et les déclara tous criminels de lèse-majesté. Il rentra en France en 1493 et fut rétabli dans ses domaines par Louis XII. De son mariage avec Agnès du Plessis naquirent deux garçons : Aubert de Jaucourt, seigneur de Villarnoult et Rouvray, Saint-Brancher, du Vault, homme de grande piété qui mourut en 1527, laissant de son épouse Renée Le Roux, femme d'honneur de la duchesse de Bretagne, neuf enfants.

### XVIe–XVIIIesiècle
Jean II Jaucourt, seigneur de Villarnoult et autres lieux, chevalier de l'ordre du roi, fut élu aux États de Bourgogne en 1540 et mourut à l'armée en 1552. Ce fut un très fervent calviniste. Après sa mort, sa veuve Jeanne-Françoise de Bar, dame d'Etrechy, reprit le fief au nom de ses onze enfants en 1556.[réf. nécessaire]
François de Jaucourt, l'aîné, suivit le parti du prince de Condé et mourut à la bataille de Saint-Denis le 10 novembre 1567, ne laissant pas d'héritier de son épouse Louise d'Anlezy. Le fief passa à son frère Jacques de Jaucourt, seigneur de Villarnoult, ennemi juré de la religion. Il établit un pasteur, Jacques Louët, dans la chapelle de son château qu'il transforma en temple protestant. Les catholiques du voisinage donnèrent à ces lieux le nom de Turne. Ce seigneur trouva la mort en 1588 à Perrecy-en-Charollais, à la suite des reîtres. Son épouse Nicole de Vienne ne lui ayant pas donné d'enfant, Villarnoult et autres lieux passèrent à Louis de Jaucourt qui avait épousé, en 1570, Isabelle de la Trémouille, qui lui donna neuf enfants, qui formèrent autant de branches. Les ligueurs de la garnison d'Époisses firent une visite au château de Villarnoult et tuèrent Edme de Jaucourt, le frère de Louis, en 1594. Veuf, ce seigneur épousa Roberte de Haye ; leur union resta sans postérité. En 1601, sa terre de Villarnoult fut saisie pour dettes à la requête du sieur de Rosny. Jean III de Jaucourt, baron de Villarnout, vit lui-même saisir ses seigneuries en 1609 à la requête de Maximilien de Béthune, duc de Sully. La même année arrivèrent en nombre les membres de la famille Valletat, qui se transformera en Valtat, venant de Vertus (propriété des d'Avaugour de Bretagne, comtes de Vertus), Compertrix, Sommessous et Châlons-en-Champagne. En 1612, il fait aveu de ses terres à la chambre des comptes de Dijon, où il exposa qu'il avait acquis quelques années avant les terres du Vault et du Vermoiron pour 18 000 livres. En 1622, il fait construire le portail en pierre de taille de son château. Marthe de Mornay, dame de La Forest, son épouse, lui donna cinq enfants. L'aîné, Philippe II de Jaucourt, reprit le fief de Villarnoult et ses dépendances en 1646. Comme ses prédécesseurs, il était protestant et entretenait une prêche au château avec un ministre du culte du nom d'Étienne Jourdan qui eut après la mort de Philippe II de Jaucourt, en 1675, des démêlés avec sa veuve, Marguerite de Guéribalde, baronne douairière de La Forest, dame de Beaumont. Un procès fut engagé, les deux protagonistes publièrent des mémoires lisibles aux archives départementales de l'Yonne. Marguerite fit dénombrement de ses terres le 8 août 1683, au nom de ses dix enfants.
Jean-Philippe, marquis de Villarnoult, baron de La Forêt-sur-Sèvre, seigneur de Rouvray et de Saint-Brancher, fut un des commissaires du roi pour les affaires du calvinisme. À la révocation de l'édit de Nantes, il passa en Hollande, où il mourut à La Haye avant 1695. De son épouse Marie Gareau, riche héritière, il eut cinq enfants. Philippe III, l'aîné, marquis de Villarnoult, le dernier de cette branche, fut employé par le roi Guillaume en Irlande et passa à la tête des troupes anglaises à La Haye, où il mourut le 20 mai 1738. Il avait épousé Marie Vander-Haven, puis N. Aersen de Sommelsdyck, desquelles il n'eut pas de descendance.[réf. nécessaire]
Sa sœur Catherine-Renée de Jaucourt, dame de Villarnoult, baronne de La Forest, fut maintenue dans la possession des biens de sa maison par deux arrêts du Conseil d’État rendus en 1695 et 1699, et en reprit de fief à la chambre des comptes de Dijon. Elle épousa Charles, comte du Bellay (descendant d'Eustache du Bellay de Commequiers ), seigneur de La Palue et de Benest, auquel elle donna deux filles : Charlotte-Marguerite (morte en 1724 sans postérité), qui épousa en 1721 Charles d'Estaing de Saillans. Sa sœur, Charlotte/Catherine Félicité (morte en 1727), dame du palais de la reine d'Espagne, épousa en 1722 Anne Auguste de Montmorency, prince de Robec, grand d'Espagne de première classe, premier baron chrétien, comte de l'empire romain, marquis de Morbecq. En 1743, le prince de Robec fit renouveler le terrier de Villarnoult. Il jouissait du droit de retenue sur les héritages dépendant de sa terre ou de deux livres six deniers par cent du prix de vente, que les sujets ayant charrue, devaient quinze sous par corvée, et que ceux qui n'en avaient pas, sept sous six deniers, que chacun d'eux payait cinq sous et un boisseau d'avoine de cens à la Saint-Martin, un poulet à la Saint-Jean-Baptiste, pour le droit d'usage, et de deux poules de coutume.
En 1767, son fils, Anne Louis Alexandre de Montmorency, chevalier de la Toison d'or, lieutenant-général des armées du roi, gouverneur de Bouchain, reprit de fief pour Villarnoult (et La Forest). Il émigra pendant la Révolution, aussi ses biens furent-ils vendus à l'exception des forêts, qui furent restituées, et dont le duc de La Rochefoucauld jouissait en 1865.[réf. nécessaire]
(Source : abbé Jacques-Félix Baudiau (1809-1880) : Le Morvand, t. III, chez Paulin Fay, à Nevers, 1867 : Bussières et Villarnoult, p. 133-143)

## Politique et administration
| Période   | Période  | Identité            | Étiquette | Qualité |
| --------- | -------- | ------------------- | --------- | ------- |
| 1941      | 1971     | Armand Monraisin    |           |         |
| 1971      | 1975     | Louis Marmoras      |           |         |
| 1975      | 2001     | René Gabriel Valtat |           |         |
| mars 2001 | en cours | Laurent Cluzel      | SE        |         |

## Démographie
Les habitants de Bussières sont les Bussiérois et étaient au nombre de 129 en 2015.
L'évolution du nombre d'habitants est connue à travers les recensements de la population effectués dans la commune depuis 1793. Pour les communes de moins de 10 000 habitants, une enquête de recensement portant sur toute la population est réalisée tous les cinq ans, les populations de référence des années intermédiaires étant quant à elles estimées par interpolation ou extrapolation. Pour la commune, le premier recensement exhaustif entrant dans le cadre du nouveau dispositif a été réalisé en 2006.

En 2022, la commune comptait 114 habitants, en évolution de −10,24 % par rapport à 2016 (Yonne : −1,95 %, France hors Mayotte : +2,11 %).
| 1793 | 1800 | 1806 | 1821 | 1831 | 1836 | 1841 | 1846 | 1851 |
| ---- | ---- | ---- | ---- | ---- | ---- | ---- | ---- | ---- |
| 403  | 458  | 444  | 437  | 516  | 447  | 450  | 501  | 494  |

| 1856 | 1861 | 1866 | 1872 | 1876 | 1881 | 1886 | 1891 | 1896 |
| ---- | ---- | ---- | ---- | ---- | ---- | ---- | ---- | ---- |
| 409  | 421  | 417  | 424  | 459  | 460  | 449  | 472  | 479  |

| 1901 | 1906 | 1911 | 1921 | 1926 | 1931 | 1936 | 1946 | 1954 |
| ---- | ---- | ---- | ---- | ---- | ---- | ---- | ---- | ---- |
| 425  | 444  | 396  | 378  | 328  | 272  | 241  | 219  | 170  |

| 1962 | 1968 | 1975 | 1982 | 1990 | 1999 | 2006 | 2011 | 2016 |
| ---- | ---- | ---- | ---- | ---- | ---- | ---- | ---- | ---- |
| 151  | 129  | 131  | 111  | 87   | 111  | 122  | 131  | 127  |

| 2021 | 2022 | - | - | - | - | - | - | - |
| ---- | ---- | - | - | - | - | - | - | - |
| 117  | 114  | - | - | - | - | - | - | - |

## Lieux notables et monuments
- L'église : de forme de croix latine, elle était autrefois sous le vocable de Saint-Denis et aujourd'hui sous celui de Jean-Baptiste. La nef fut rebâtie en 1690. La grosse tour qui s'élève avec son toit pyramidal devers le presbytère fut commencée le 12 avril 1520, comme l'indique le texte sur un pilier au sud. Dans le mur extérieur de la sacristie, au nord, existe une figurine grotesque que les habitants appelaient Jean du Cognot, qu'il imploraient contre les maladies. Le cimetière entoure l'église. Beauvilliers (Yonne), était rattaché au spirituel à la paroisse de Bussières, elle ne fut érigée en paroisse qu'en 1854.
- Châtelet de Villarnoux, monument protégé.
- Fontaine des Cordois.
- Fontaine-lavoir de Prijot.
- Lavoir Touillon.
- Bascule communale.
- Étang de Bussières.
- Étang Neuf.
- Étang Saint-Pierre.
- Les moulins : moulin de Bussières, moulin Naudot, moulin de Villarnoux.
- Croix de Calvaire à Villarnoult, dont la base est la pierre d'autel de la chapelle de secours au vocable de Saint-Pierre-ès-Liens, construite ici, entourée d'un cimetière le tout ayant disparu.

### Curés
- Sébastien Clavin, parrain de Sébastien Le Prestre de Vauban le 15 mai 1633.
- Edme Boulenat, il commença les registres paroissiaux en 1667.
- Dalmezin, lui succède en 1673.
- Clavin, en 1681.
- Thomas Tallemette, qui se disait curé de Bussières et de Villarnoult en 1700.
- Jean-Baptiste Grognot, 1729, mort le 7 avril 1770, inhumé au cimetière. Il fit rebâtir le presbytère, pavillon contigu au cimetière.
- Claude Henri Racolet, curé de 1770 au 22 avril 1824, date de sa mort, inhumé au cimetière. Il a laissé une rente de 200 francs à ses successeurs.

## Personnalités notables liées à la commune
- Guy de Villarnoult, chevalier, baron de Villarnoult, seigneur de Bussières.
- Lucette Hannequin (née en 1923), écrivaine.

## Pour approfondir